# Campo Bandiera e Moro
Il Campo Bandiera e Moro, noto anche come Campo de la Bragora, è un campo di Venezia situato nel sestiere di Castello, poco distante dal Rio de la Pietà che lo collega alla Riva degli Schiavoni.
Il nome Campo de la Bragora deriva dal nome dell'omonimo isolotto in cui è situato il campo, che successivamente venne intitolato ai patrioti fratelli Bandiera e a Domenico Moro, dato che i primi due vivevano nel Palazzo Soderini che si affaccia su questo campo.

## Altri progetti

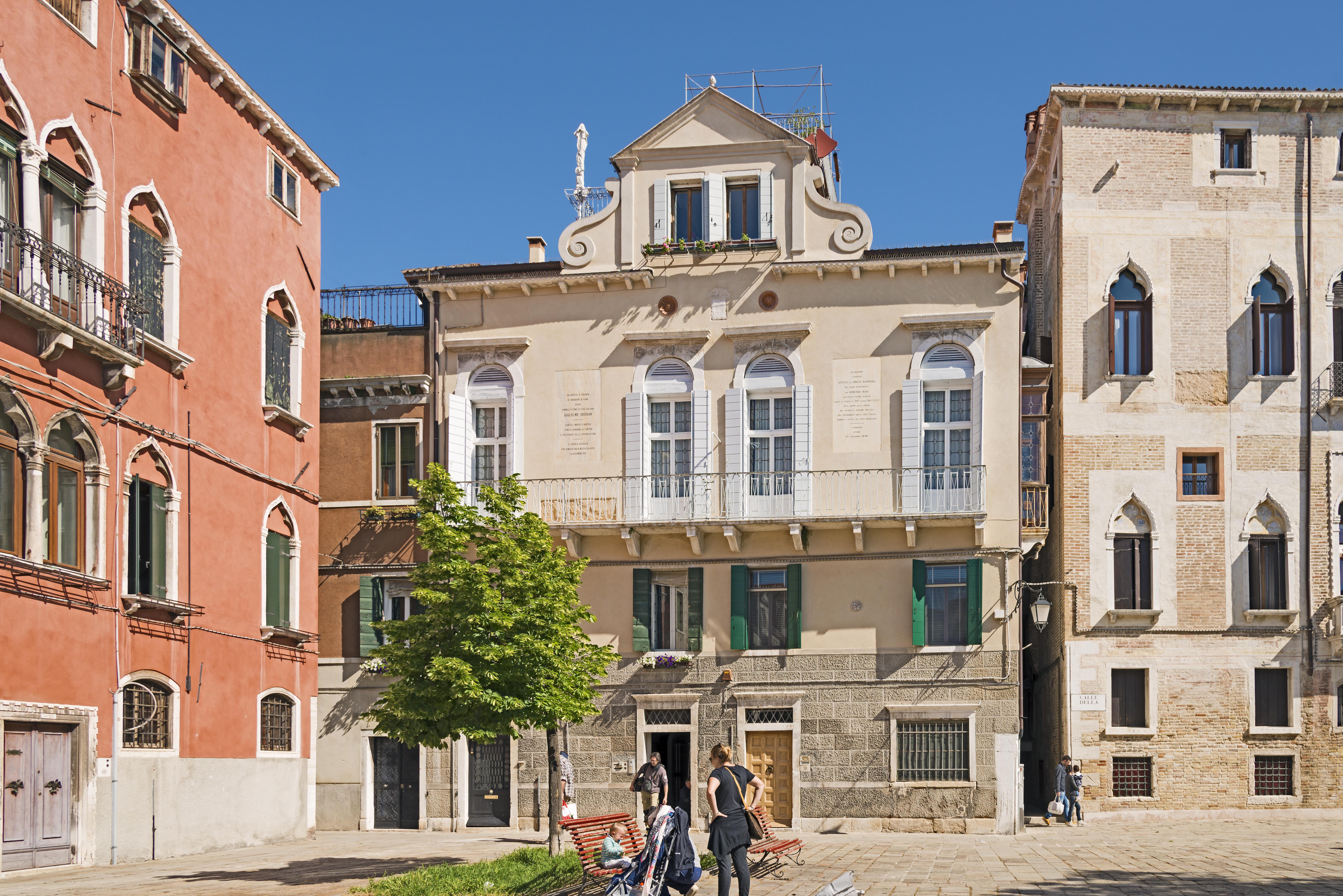
Palazzo Soderini, casa dei Fratelli Bandiera
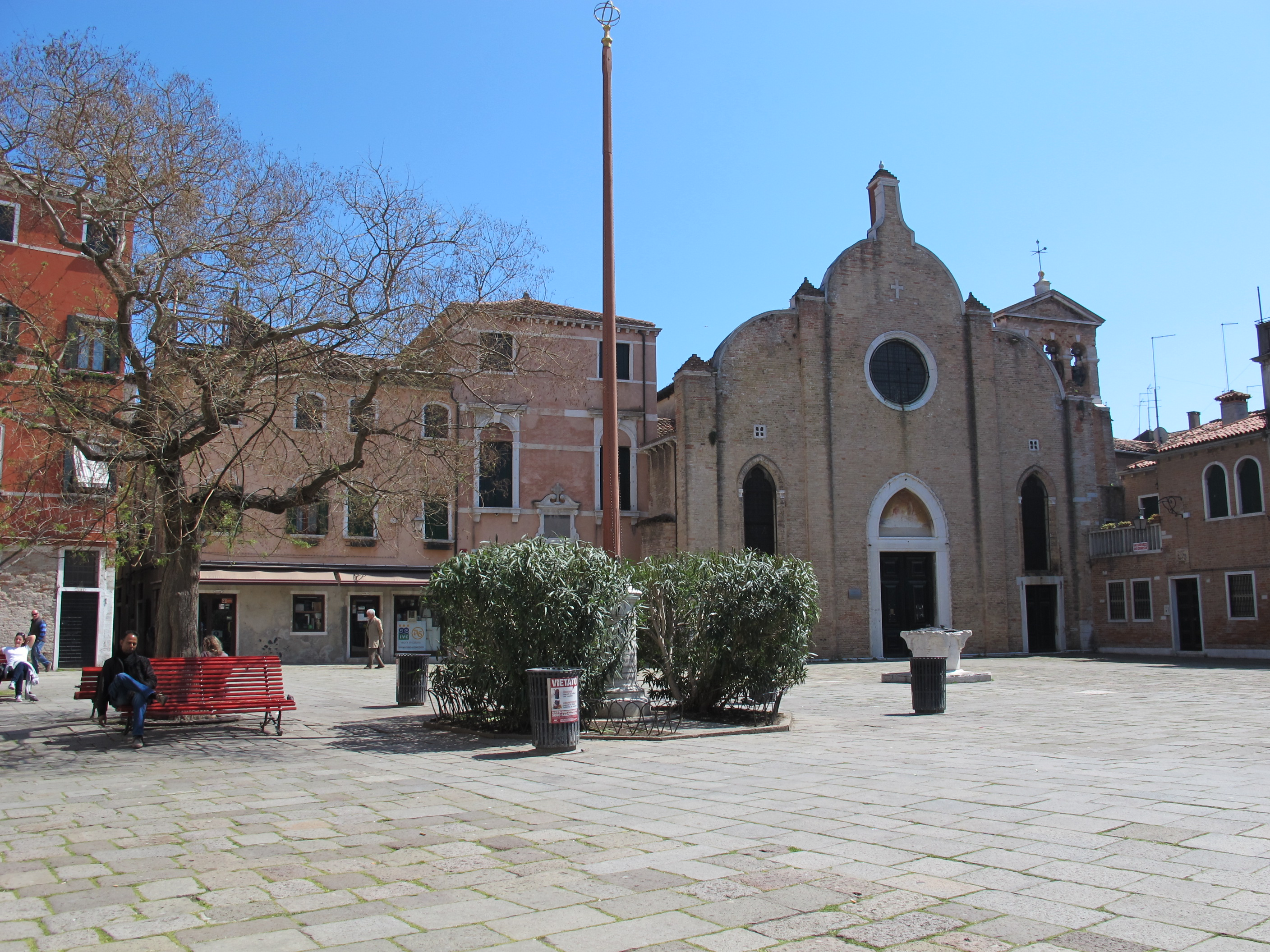
Vista della Chiesa di San Giovanni in Bragora
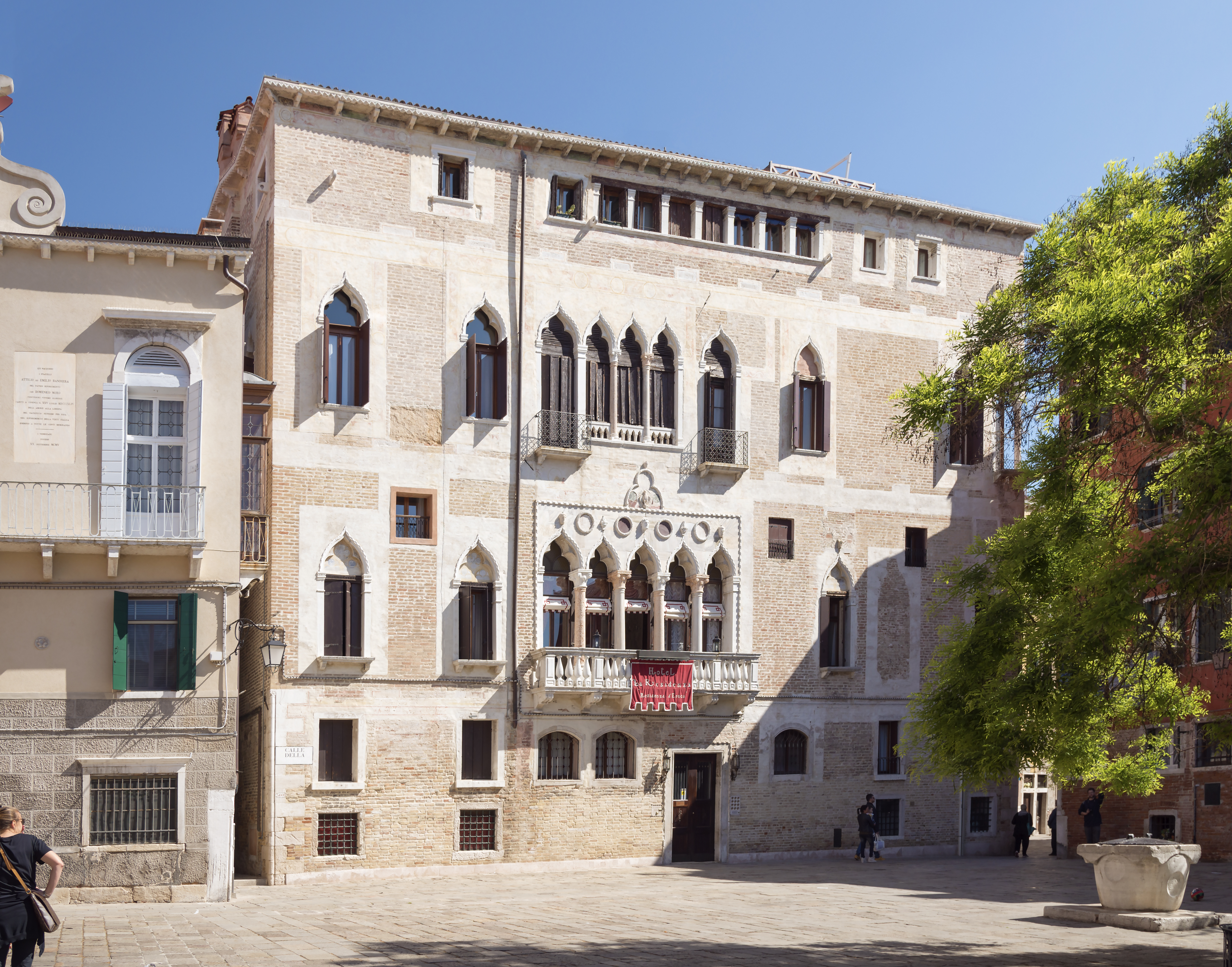
Vista del Palazzo Gritti Badoer